# Зоран Шијан
Зоран Шијан (Београд, 23. април 1964 — Београд, 27. новембар 1999) био је европски шампион у кик-боксу, незванични шеф сурчинског клана и бивши супруг српске певачице Гоце Божиновске.

## Биографија
У почетку је градио успешну спортску каријеру, па је тако био и првак Европе у кик-боксу. Међутим, упркос успешној спортској каријери градио је и ону другу, па је полицијски досије био све дебљи и дебљи. Означавали су га као вођу „сурчинског клана” за које су се везивале крађе и препродаје луксузних аутомобила.
Средином 1996. године у пуцњави у хотелу „Путник” био је лакше рањен. Те исте године новинар Милован Бркић, садашњи власник недељника „Таблоид”, а тада запослен у „Српској речи” тужио је Зорана Шијана и Љубишу Буху Чумета за наношење тешких телесних повреда. У приватној тужби, он је навео да су Шијан и Буха 17. октобра 1996. године, представљајући се лажно као припадници полиције, извели Бркића са радног места, приморали га да уђе у кола и одвезли га у Сурчин. Тамо су га у ауто-сервису, скинули голог и изложили линчу тукући га цревом за воду, бејзбол палицама, стављали му репетирани пиштољ у уста и претили му да ће га убити. Судски процес вукао се неколико година, да би Бркић на крају одустао.
Против Шијана је већ наредне 1997, вођен и процес због кривичног дела угрожавања безбедности саобраћаја. У несрећи априла 1997. године која се догодила на раскрсници улица Трговачке, Јабланичке и Ибарске магистрале, настрадао је Александар Јоксимовић (21). Шијан је на суду негирао своју кривицу тврдећи да је Јоксимовић својим возилом прошао на црвено светло. Према непотврђеним информацијама, Шијан је раније био осуђен због разбојништва, али суд никада није потврдио пресуду која је после шест година застарела, а потом је и укинута.
У жижу јавности доспео је годину дана пре смрти када је више десетина оперативаца МУП-а уз пратњу 200 полицајаца 12. априла 1998. године, упало у седиште „Сурчинаца” Котобању. Осим Шијана и Чумета, у овој акцији ухапшена су још нека звучна имена како су писали медији попут: Дејана Миленковића Багзија, Звонка Плећића Плеће, Љубомира Јовановића Стакленог, Перице и Слободана Јокића и Милана Наранџића Лимуна. У тој акцији полиција је запленила 31 скупоцени аутомобил марке „мерцедес”, „БМВ”, „ферари” и пронашла велику количину нелегалног оружја. У Шијановом стану нађени су револвер „смит и весон”, аутомат „узи”, малокалибарска пушка „хеклер и кох” са оптичким нишаном, карабин „црвена застава”, „магнум 357”, муниција. Шијан је у притвору провео само месец дана, после чега је био пуштен на слободу.
У центру Београда, на раскрсници Улице Светозара Марковића и Немањине 27. новембра 1999. године, убијен је Зоран Шијан, кик-боксер, репрезентативац Југославије и вођа сурчинског клана. Убијен је из возила у покрету, док је у свом аутомобилу марке мерцедес чекао зелено светло на семафору. У тренутку када је убијен имао је само 35 година. Убице никада нису пронађене.